# Biserica Sfinții Arhangheli din Mica
Biserica „ Sfinții Arhangheli” este un monument istoric aflat pe teritoriul satului Mica, comuna Mica, județul Cluj.

## Istoric și trăsături
Biserica din zid a fost construită între anii 1931-1934 de meșterul Ioan Hognogi din Dej, după un proiect al inginerului Ioan Silași. A fost înzestrată cu un iconostas cumpărat de la mănăstirea Nicula, dăruit acesteia în 1944 de parohia Mintiu Gherlii. În decursul timpului, biserica a fost zugrăvită de pictorii Karol Nagy din Gherla în 1952 și Yoloșniay din Dej (1960-1961). A fost reparată între anii 1974 si 1977. stropită cu terasit în 1990, repictată de Constantin Bumbu din Cășeiu (2000-2003), dotată cu un iconostas nou, strane și tetrapoade confecționate de Câmpean Nicolae din Dej, între anii 2000 și 2003.
Biserica a fost sfințită în 10 noiembrie 1935 de Ep. Dr. Iuliu Hossu și resfințită în 8 octombrie 1978 de Ep. Teofil Herineanu și  în 7 septembrie 2003 de Ep. Vicar Dr. Irineu Pop Bistrițeanul.

## Imagini

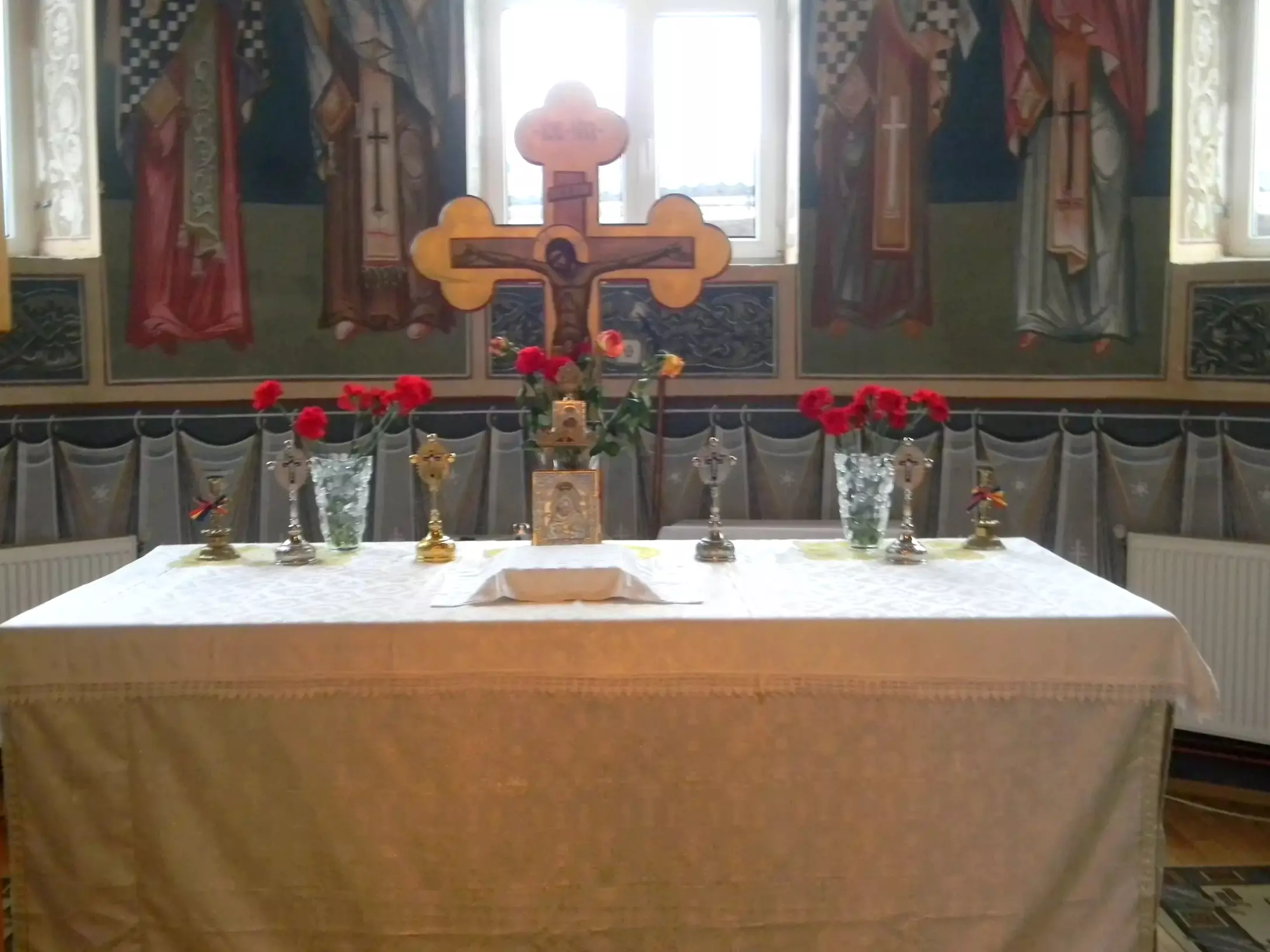
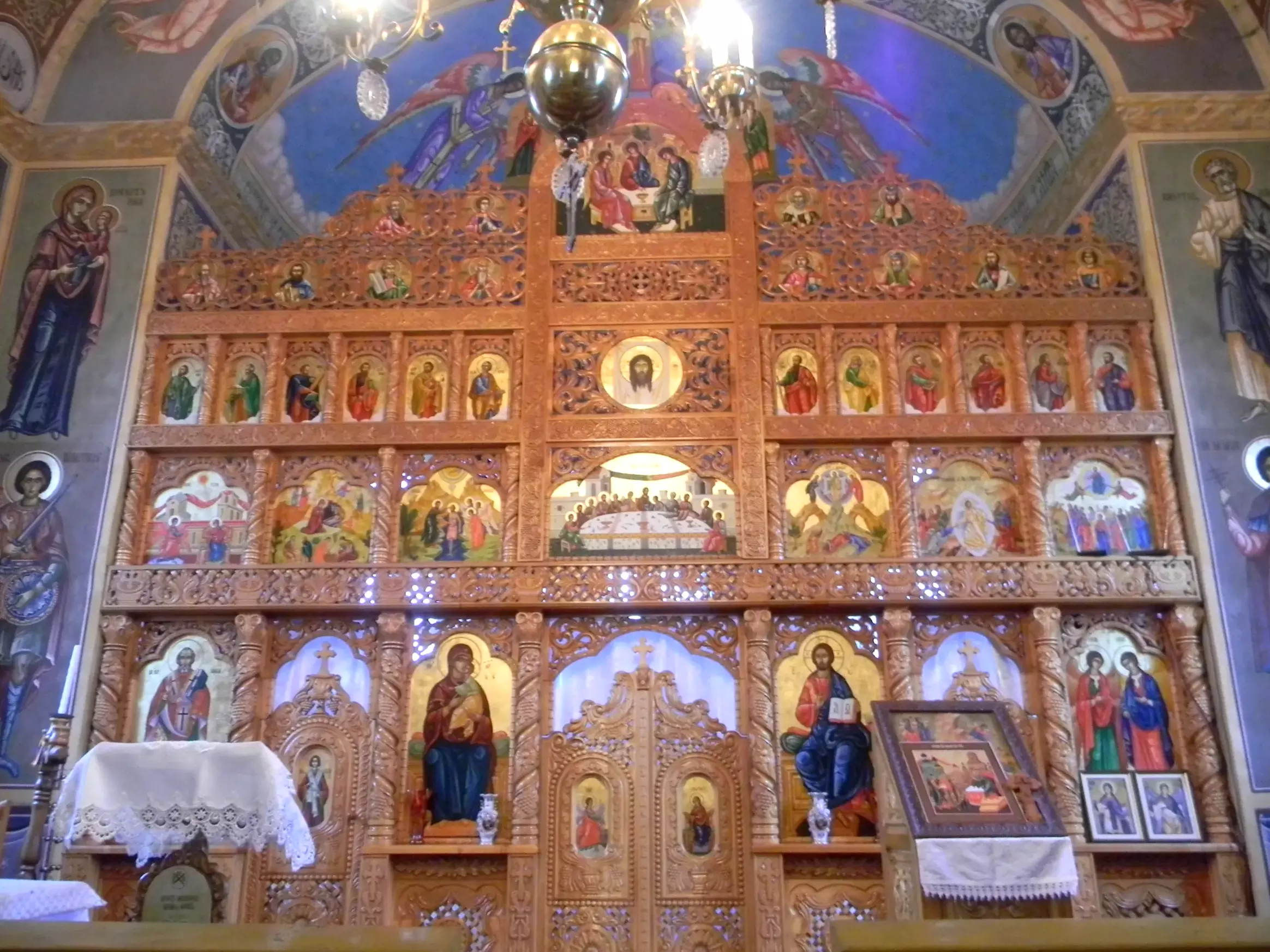
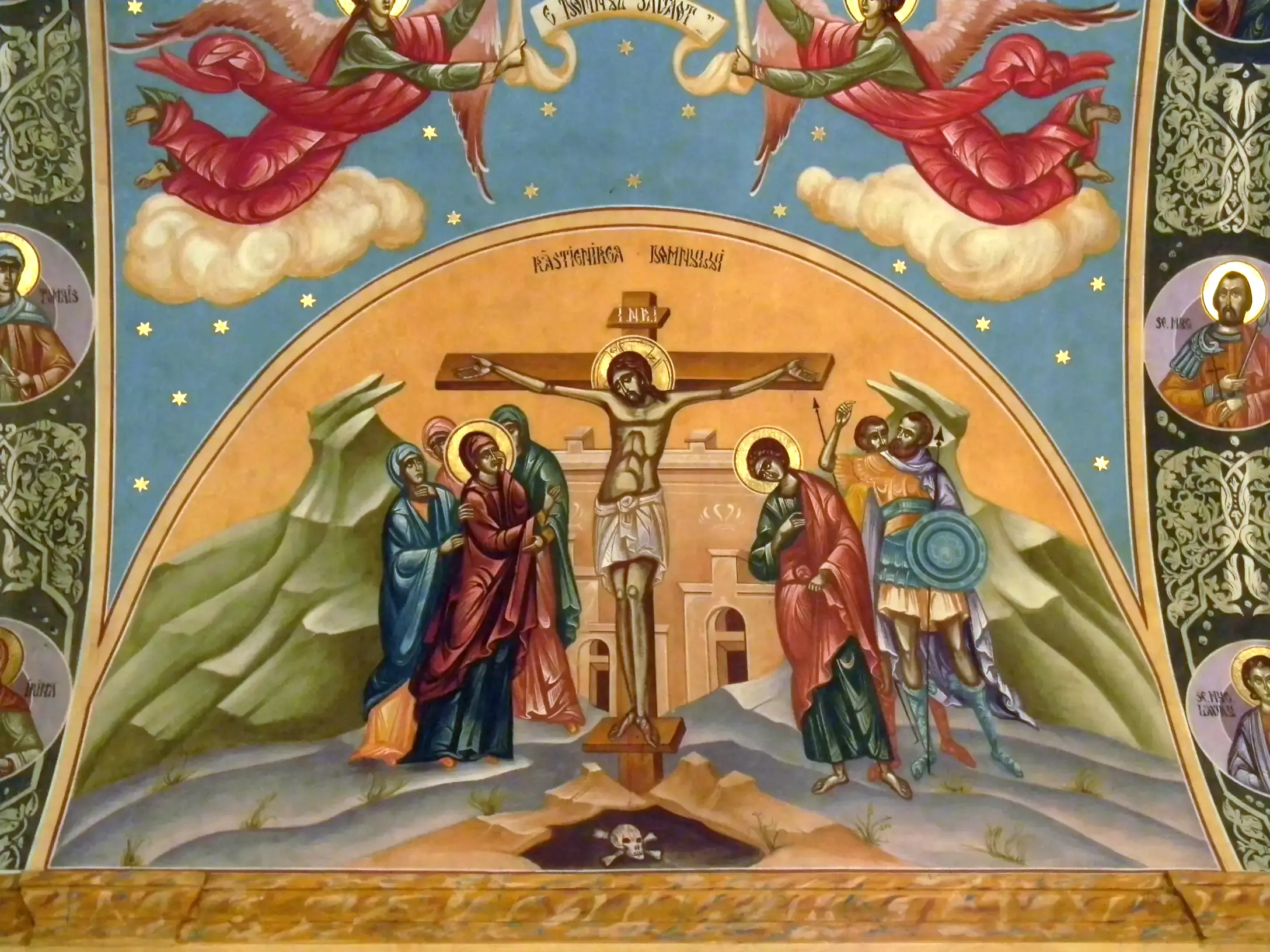
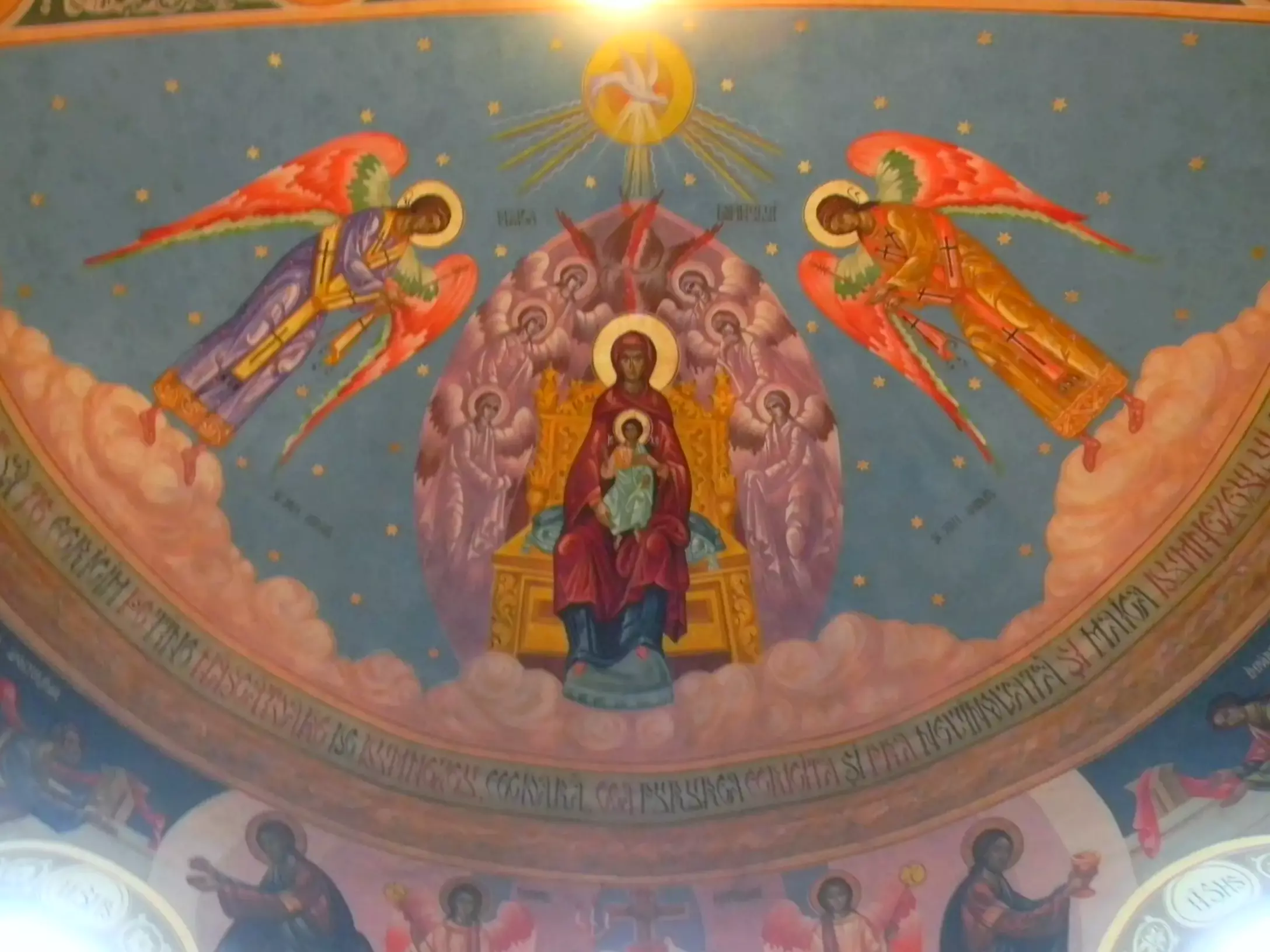
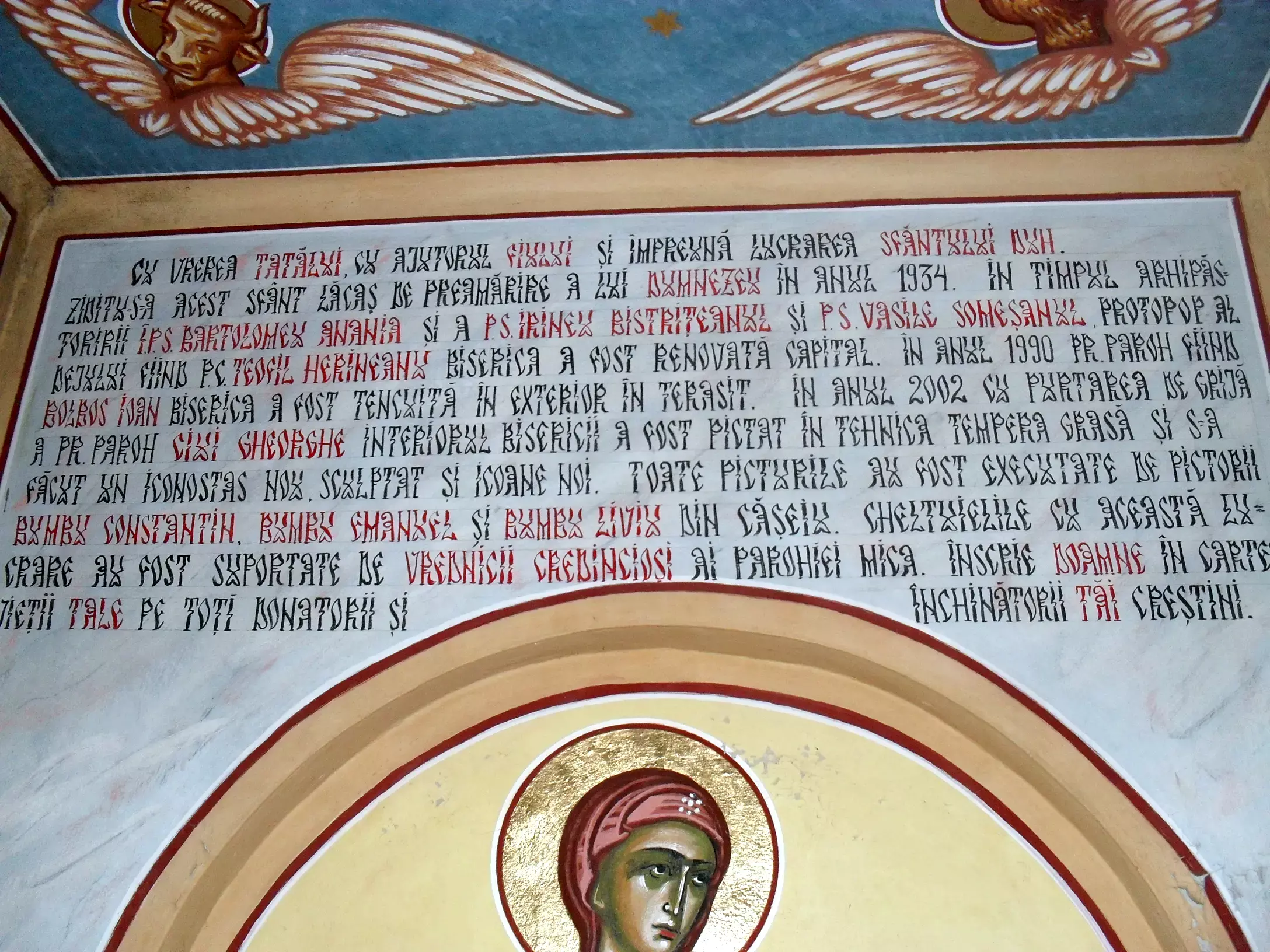